# Dampierre-en-Burly
Dampierre-en-Burly település Franciaországban, Loiret megyében. Lakosainak száma 1454 fő (2022. január 1.). Dampierre-en-Burly Montereau, Les Choux, Lion-en-Sullias, Le Moulinet-sur-Solin, Nevoy, Ouzouer-sur-Loire és Saint-Gondon községekkel határos.

## Népesség
A település népességének változása:
| Lakosok száma | 553  | 909  | 915  | 1165 | 1312 | 1423 | 1508 | 1452 | 1424 | 1454 |
|               | 1968 | 1982 | 1990 | 2006 | 2013 | 2015 | 2017 | 2019 | 2020 | 2022 |